# 780 Armenia
780 Armenia è un asteroide della fascia principale del diametro medio di circa 94,4 km. Scoperto nel 1914, presenta un'orbita caratterizzata da un semiasse maggiore pari a 3,1152020 UA e da un'eccentricità di 0,0947088, inclinata di 19,09293° rispetto all'eclittica.
È il primo e principale membro della famiglia di asteroidi Armenia.
Il suo nome è un omaggio all'Armenia, stato del Caucaso meridionale.